# أجيريا كثيفة
أجيريا كثيفة (الاسم العلمي: Egeria densa) هي نوع من النباتات يتبع جنس الأجيريا من الفصيلة الحب المائية